# World Mosquito Control Association
Die World Mosquito Control Association (WMCA) ist der weltweite Zusammenschluss von Fachleuten und Experten mit dem Ziel, die Zusammenarbeit bei technischen und betrieblichen Aspekten der Stechmückenbekämpfung zu stärken. Durch die Koordination von Forschung der zahlreichen nationalen Organisationen und Ergebnisaustausch mit internationalen Organisationen wie WHO und UNO soll der zunehmenden Gefahr von Krankheiten wie zum Beispiel Malaria transnational wirkungsvoller als bisher begegnet werden.

## Geschichte und Ziele
WMCA ist ein gemeinnütziger Verein, der in Corona (Kalifornien) seinen Sitz hat und  am 23. Februar 2015 gegründet wurde. Die Mitglieder sind die weltweit gegen Stechmücken agierenden Organisationen in Europa, dem Nahen Osten, Afrika und den USA.
Das übergeordnete Ziel von WMCA besteht darin, die wirksame und effiziente Bekämpfung von Stechmücken und verwandten Themen zu fördern und die damit verbundenen Informationen an die Mitglieder und andere Interessenten weiterzugeben.
WMCA fördert die Zusammenarbeit in der Forschung an Moskitos (Aedes vexans, Aedes albopictus), schwarzen Fliegen und anderen Organismen und der damit verbundenen präventiven Krankheitsbekämpfung wie beispielsweise der Malaria, Chikungunyafieber, Zika-Virus und West-Nil-Fieber.
WMCA verfolgt Verbindungen und die Zusammenarbeit mit internationalen Organisationen, Verbänden und Institutionen wie WHO (Weltgesundheitsorganisation), SOVE (Gesellschaft für Vektorökologie), E-SOVE (Europäische Gesellschaft für Vektorökologie), ECDC (Europäisches Zentrum für die Prävention und Kontrolle von Krankheiten), CDC (Zentren für Krankheitskontrolle und -prävention), AMCA (American Mosquito Control Association) und PAMCA (Pan-African Mosquito Control Association).
Die Organisation von Workshops und Konferenzen zum Thema Stechmückenbekämpfung und Ökologie findet jährlich statt, Gründungspräsident ist Norbert Becker.